# アウトバーン 98
アウトバーン 98（ドイツ語: Bundesautobahn 98, BAB 98 または A 98）はドイツの高速道路、アウトバーンの一路線である。
スイス国境に沿いながら、西のバーデン＝ヴュルテンベルク州ヴァイル・アム・ラインから東のシュトッカッハまで44.5 kmの路線を持つ地方道路である。2018年現在、4つの区間に分断され、残る区間は工事中または計画調整中である。最終的長さは81 kmになる予定。